# Сасмита Лока Ахмад Яни (музей)
Музей «Сасмита Лока Ахмад Яни» (индон. Museum Sasmita Loka Ahmad Yani) — музей, находящийся в городе Джакарта, Индонезия. Музей располагается в городском районе «Центральная Джакарта» по адресу «Джалан Лембанг 58» (старый адрес — Джалан Латухахари, 6). В музее демонстрируются личные вещи национального героя Индонезии генерала Ахмада Яни, который был убит членами прокоммунистической организации «Движение 30 сентября».

## История

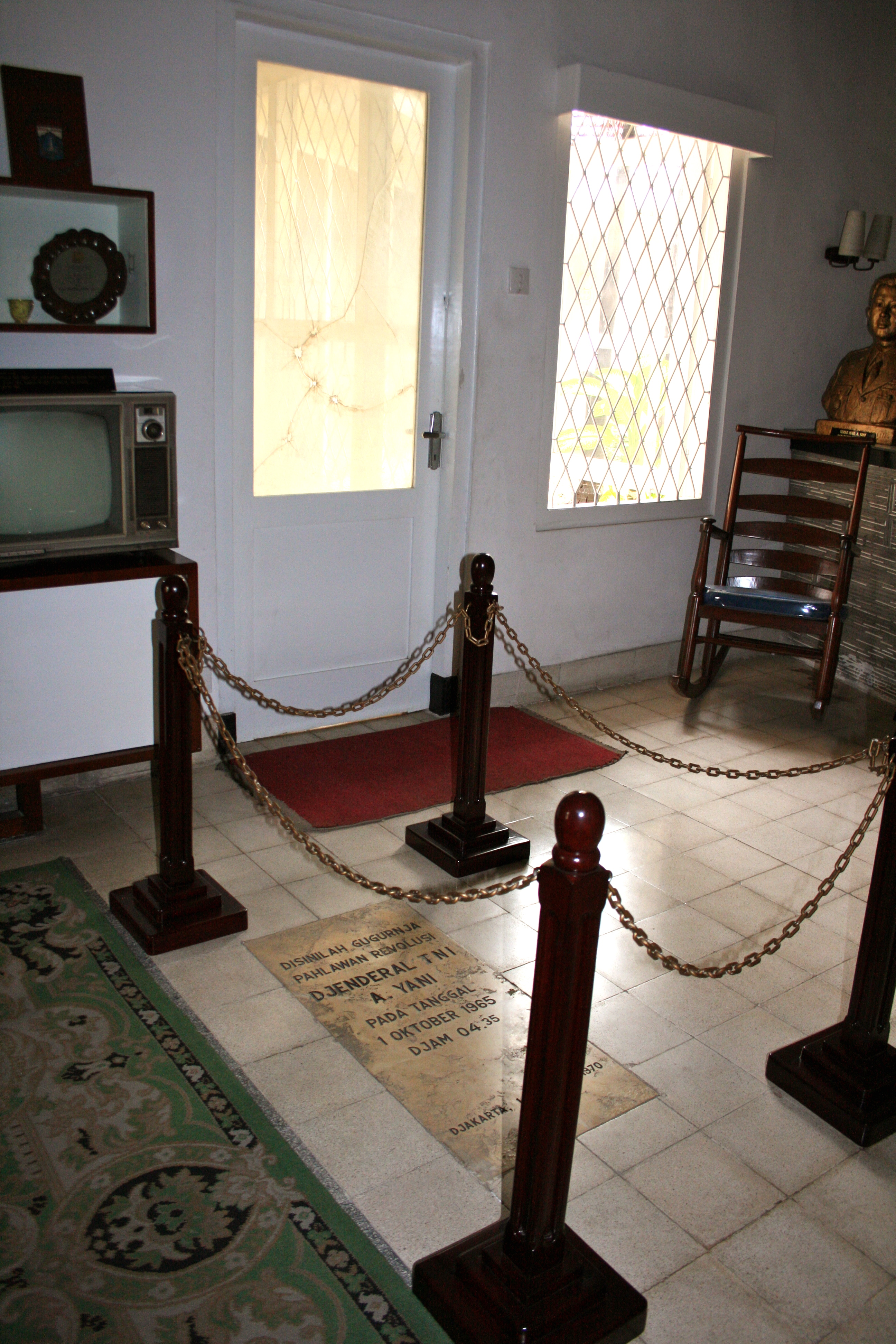
Место гибели генерала Ахмеда Яни

Первоначально здание музея, построенное в 30-40 года XX столетия, использовалось различными голландскими и европейскими торговыми компаниями. С 1950 года здание использовалось в качестве жилья для военнослужащих. Позднее здесь проживал генерал Ахмед Яни, который был убит в этом здании членами «Движения 30 сентября». В октябре 1965 года вдова генерала основала в здании музей, посвященный Ахмеду Яни.
В здании сохранилась обстановка, в которой проживал Ахмед Яни, в том числе и пулевые отверстия в стенах и дверях, оставшиеся после убийства генерала.
Музей открыт для бесплатного посещения со вторника по воскресенье с 8.00 до 14.00.